# Communauté de communes du canton de Barneville-Carteret
La communauté de communes du canton de Barneville-Carteret  est une ancienne communauté de communes française, située dans le département de Manche et la région Basse-Normandie.

## Historique
La communauté de communes du canton de Barneville-Carteret est créée en décembre 1994 avec huit communes du canton et unit les communes autour de Barneville-Carteret.
La commune de Baubigny rejoint l'EPCI en 2000.
Le 30 décembre 2004, la communauté de communes est dissoute pour intégrer la nouvelle communauté de communes de la Côte des Isles avec les communes issus de la communauté de communes de la région de Portbail.

## Composition
La communauté de communes regroupait neuf communes du canton de Barneville-Carteret :
- Barneville-Carteret
- Baubigny
- La Haye-d'Ectot
- Les Moitiers-d'Allonne
- Saint-Georges-de-la-Rivière
- Saint-Maurice-en-Cotentin
- Saint-Pierre-d'Arthéglise
- Sénoville
- Sortosville-en-Beaumont

## Administration
| Période      | Période       | Identité          | Étiquette | Qualité                                 |
| ------------ | ------------- | ----------------- | --------- | --------------------------------------- |
| janvier 1995 | avril 2001    | Raymond Leterrier |           | Maire de Barneville-Carteret            |
| avril 2001   | octobre 2001  | Dieudonné Renaux  | DvG       | Ancien maire des Moitiers-d'Allonne     |
| octobre 2001 | décembre 2004 | Loïc Dagord       | DvD       | Adjoint au maire de Barneville-Carteret |